# جيمي أوبراين (ممثلة)
جيمي أوبراين (بالإنجليزية: Jamie O'Brien)‏ هي ممثلة أمريكية، ولدت في 9 أبريل 1988 في بالتيمور في الولايات المتحدة.